# Apareamiento

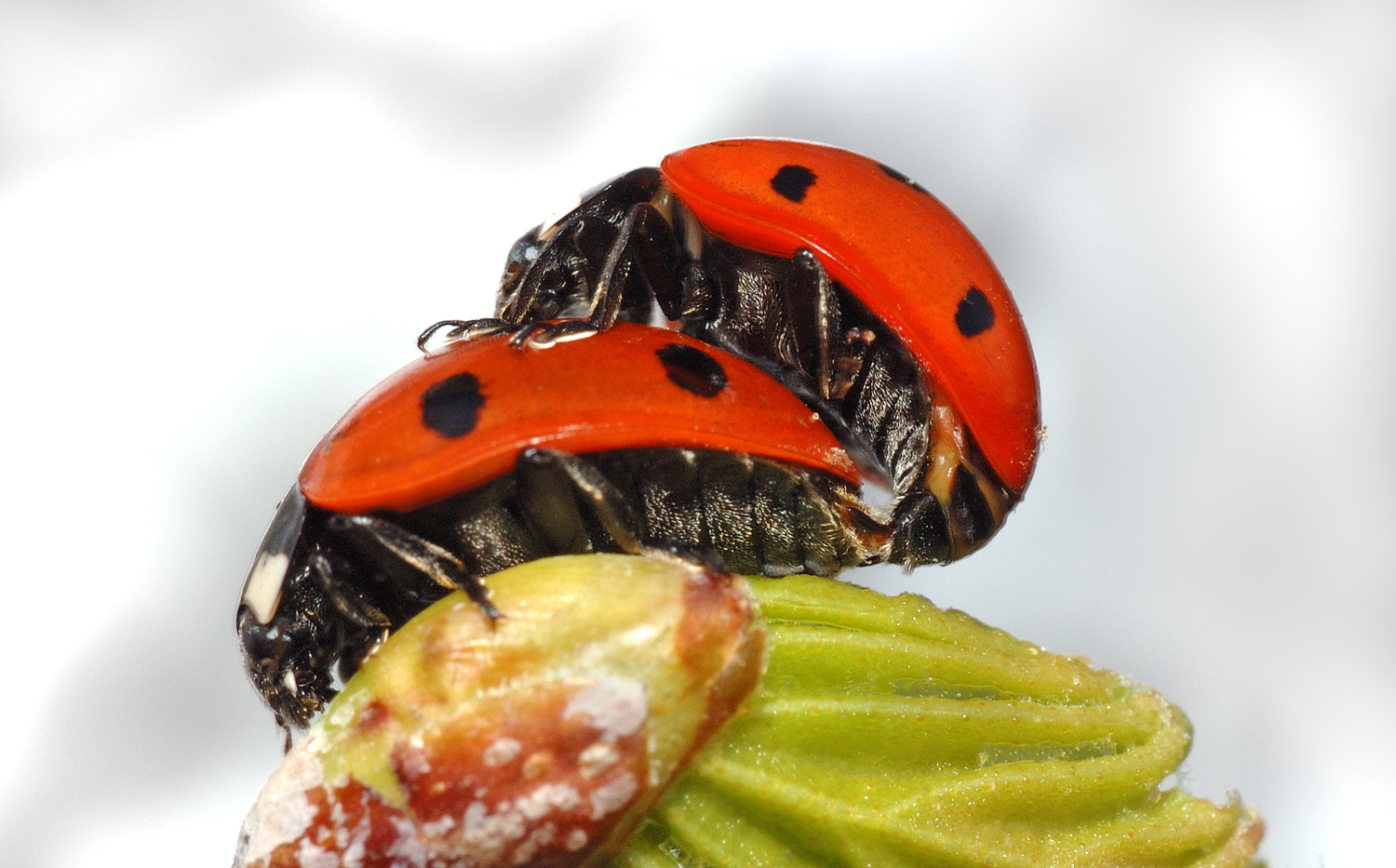
Pareja de mariquitas apareándose.

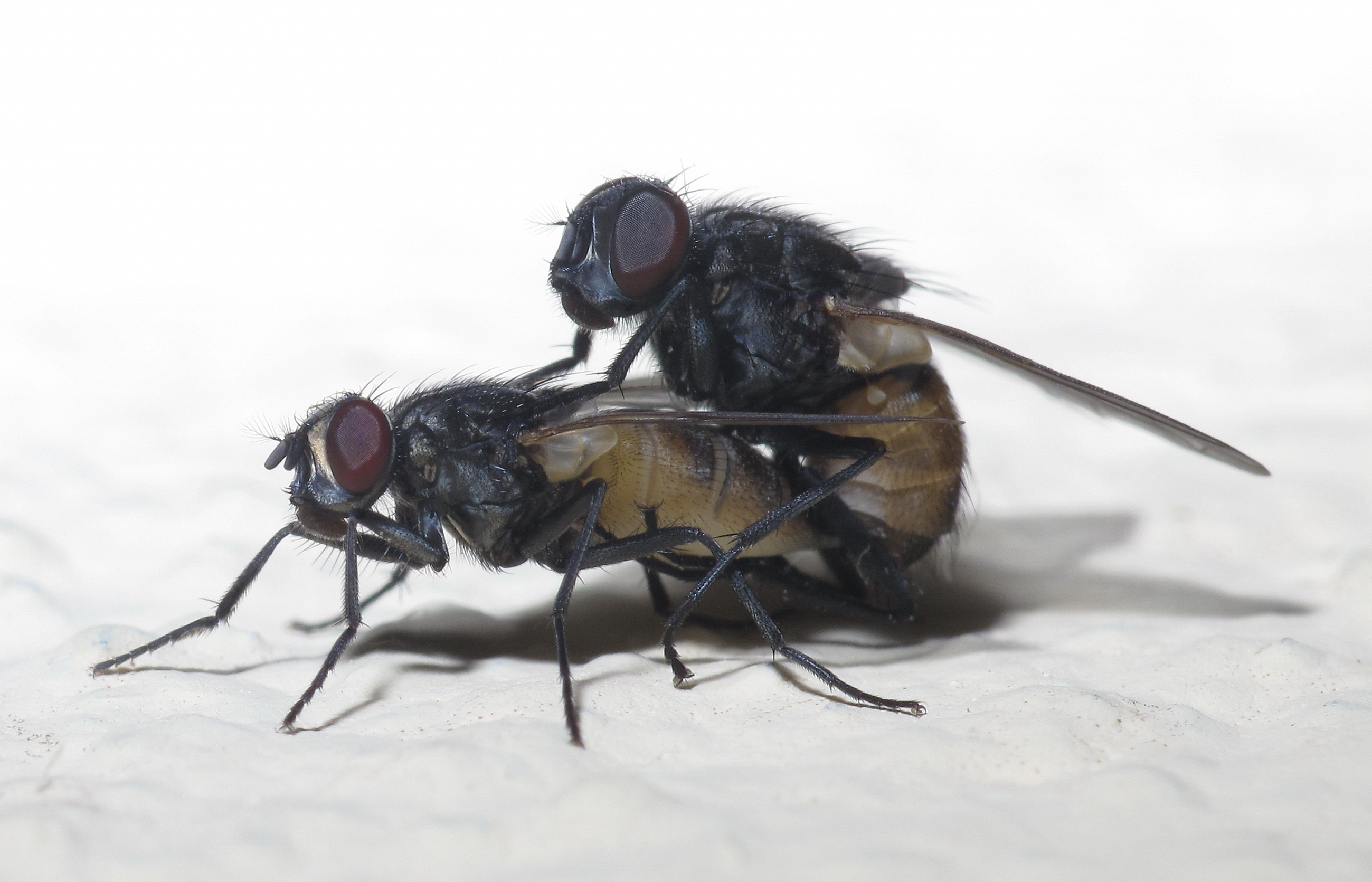
Pareja de moscas apareándose.

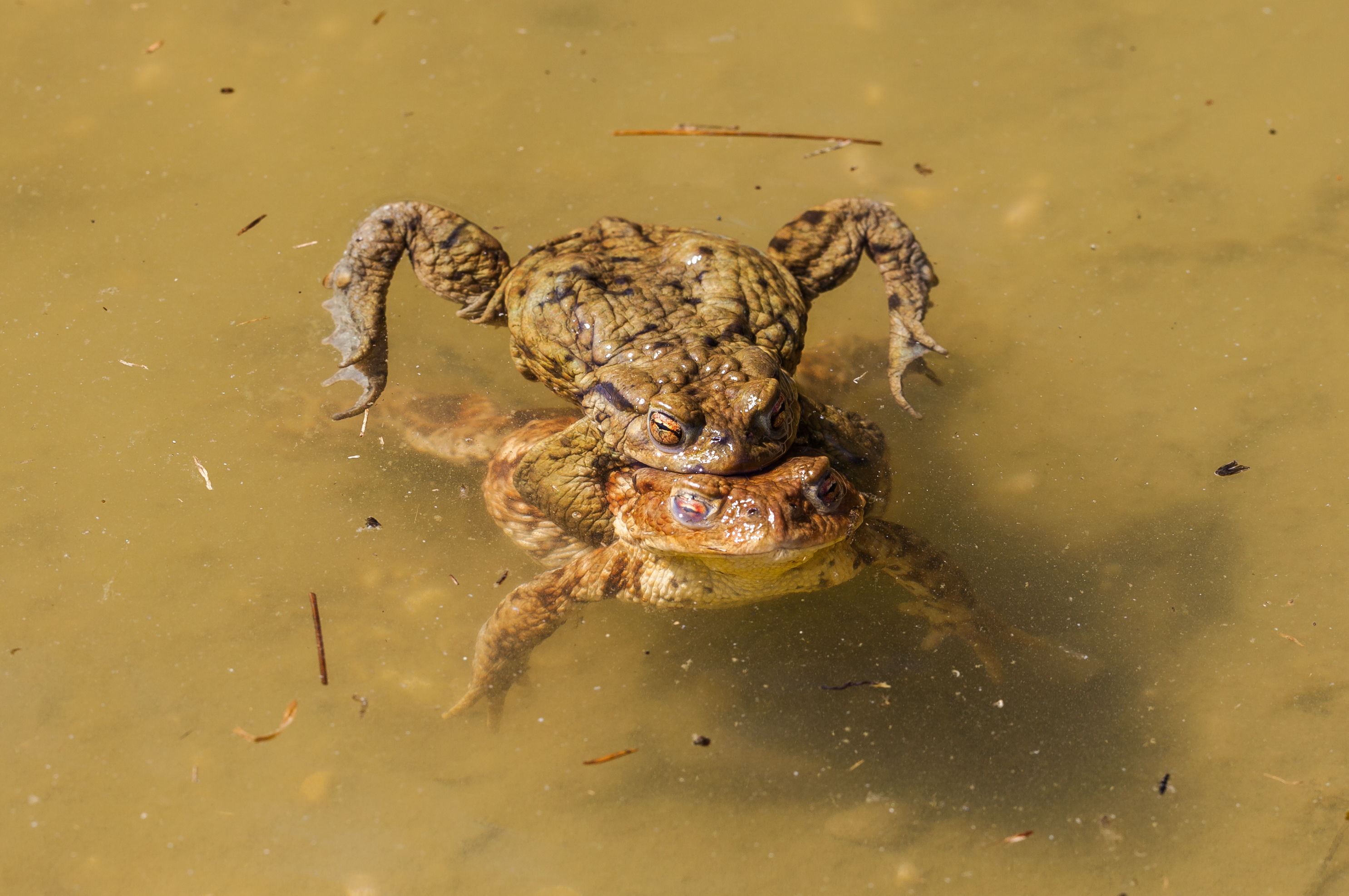
Sapos comunes (Bufo bufo) durante el apareamiento.

En biología, el apareamiento es el emparejamiento de organismos de sexo opuesto o hermafroditas, usualmente con fines de reproducción sexual. Es el conjunto de todos los comportamientos de cortejo y cría que realizan dos individuos de distinto sexo para procrear, y que culmina con la cópula, en oposición a la posibilidad de engendrar descendencia con uno solo (autofecundación de hermafroditas, partenogénesis).
En animales sociales se hace extensible a la crianza o cuidado de la cría en común; en algunas aves, por ejemplo, incluiría la construcción del nido y la nutrición de los polluelos.
En ganado y otras especies domesticadas o controladas por el hombre, la inseminación artificial y otras técnicas de reproducción asistida suelen reemplazar el apareamiento natural.

## Animales
Para los animales, las estrategias de apareamiento incluyen el apareamiento al azar, el apareamiento asociativo o un grupo de parejas. En algunas aves, incluye comportamientos como la construcción de nidos y la alimentación de los hijos. La práctica humana de apareamiento e inseminación artificial de animales domesticados es parte de la cría de animales.
En algunos artrópodos terrestres, incluidos los insectos que representan los clados filogenéticos basales (primitivos), el macho deposita espermatozoides en el sustrato, a veces almacenados dentro de una estructura especial. El apareamiento implica inducir a la hembra a llevar el paquete de esperma a su abertura genital sin copulación real. En grupos como las libélulas y muchas arañas, los machos extruyen los espermatozoides en estructuras copuladoras secundarias removidas de su abertura genital, que luego se usan para inseminar a la hembra (en las libélulas, es un conjunto de esternitos modificadas en el segundo segmento abdominal; en las arañas, es el pedipalpo masculino).
En los grupos avanzados de insectos, el macho usa su edeago, una estructura formada a partir de los segmentos terminales del abdomen, para depositar el esperma directamente (aunque a veces en una cápsula llamada espermatóforo) en el tracto reproductivo de la hembra.
Otros animales se reproducen sexualmente con fertilización externa, incluyendo muchos vertebrados basales. Los vertebrados (como los reptiles, algunos peces y la mayoría de las aves) se reproducen con la fertilización interna a través de la cópula cloacal, mientras que los mamíferos copulan vaginalmente.